# Abüdoszi királylista
Az abüdoszi királylista azoknak a történeti dokumentumoknak az egyike, amelyek az ókori Egyiptom uralkodóit sorolják fel. 

## Jellemzői
I. Széthi abüdoszi ünnepi templomában maradt fenn és 76 fáraó nevét tartalmazza Menitől, az ország egyesítőjétől (kb. i. e. 2955) I. Széthiig (i. e. 13. század eleje). A listából tendenciózusan kihagyták a belpolitikailag instabil második átmeneti kor és az Amarna-kor uralkodóit. Bár hiányos és téves néhol, értéke mégis jelentős, mert a VII. és VIII. dinasztiával foglalkozó kevés írásos forrás közé tartozik.
A listában a fáraók uralkodói nevükön szerepelnek, melyen az egyiptomiak hívták őket; ebben a táblázatban megadjuk mellette a ma használatos nevüket. (Bővebben lásd: ötelemű titulatúra.)

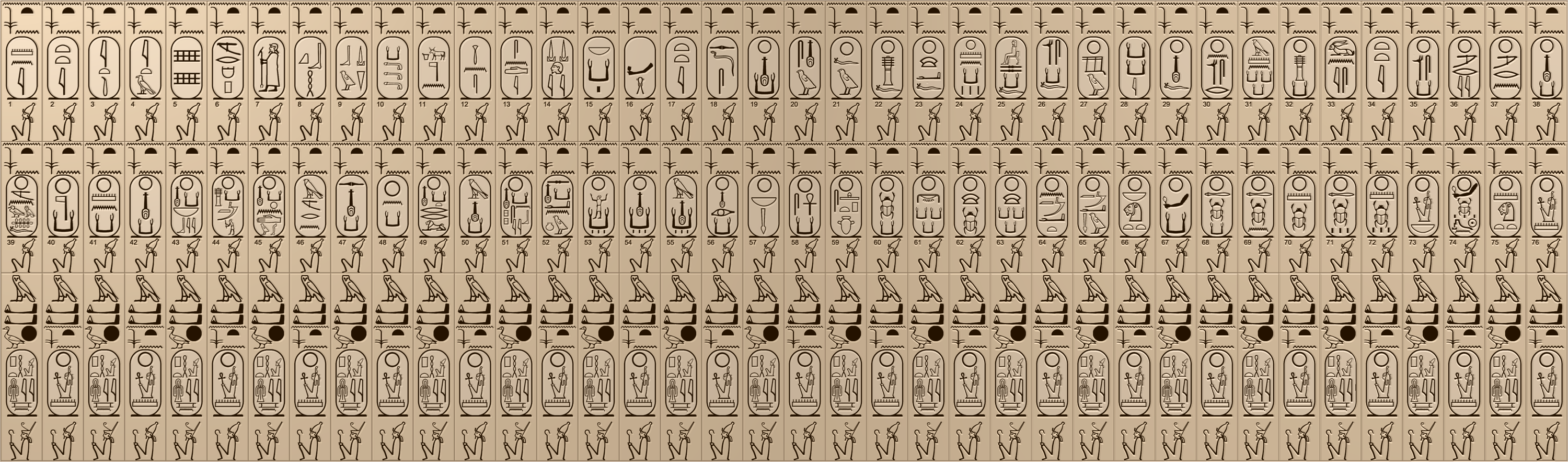
Abüdoszi királynévsor

## Dinasztiák

### I. dinasztia
| 1–8. kártus | #        | Uralkodói név | Mai név |
| ----------- | -------- | ------------- | ------- |
|             | 1        | Meni          | Meni    |
| 2           | Teti     | Hór-Aha?      |         |
| 3           | Iti      | Dzser         |         |
| 4           | Ita      | Dzset         |         |
| 5           | Szepti   | Den           |         |
| 6           | Meribiap | Anedzsib      |         |
| 7           | Szemszu  | Szemerkhet    |         |
| 8           | Kebeh    | I. Ka         |         |

### II. dinasztia
| 9–14. kártus | #         | Uralkodói név | Mai név       |
| ------------ | --------- | ------------- | ------------- |
|              | 9         | Bedzsau       | Hotepszehemui |
| 10           | Kakau     | Nebré         |               |
| 11           | Banetjer  | Ninetjer      |               |
| 12           | Uadzsnesz | Uneg?         |               |
| 13           | Szendi    | Szenedzs      |               |
| 14           | Dzsadzsai | Haszehemui    |               |

### III. dinasztia
| 15–19. kártus | #                   | Uralkodói név | Mai név  |
| ------------- | ------------------- | ------------- | -------- |
|               | 15                  | Nebka         | Szanaht? |
| 16            | Netjerihet Dzsószer | Dzsószer      |          |
| 17            | Teti                | Szehemhet     |          |
| 18            | Szedzsesz           | Haba?         |          |
| 19            | Noferkaré           | Huni?         |          |

### IV. dinasztia
| 20–25. kártus | #           | Uralkodói név | Mai név |
| ------------- | ----------- | ------------- | ------- |
|               | 20          | Sznofru       | Sznofru |
| 21            | Hufu        | Hufu          |         |
| 22            | Dzsedefré   | Dzsedefré     |         |
| 23            | Hafré       | Hafré         |         |
| 24            | Menkauré    | Menkauré      |         |
| 25            | Sepszeszkaf | Sepszeszkaf   |         |

### V. dinasztia
| 26–33. kártus | #         | Uralkodói név     | Mai név  |
| ------------- | --------- | ----------------- | -------- |
|               | 26        | Uszerkaf          | Uszerkaf |
| 27            | Szahuré   | Szahuré           |          |
| 28            | Kakai     | Noferirkaré       |          |
| 29            | Noferefré | Noferefré         |          |
| 30            | Niuszerré | Niuszerré         |          |
| 31            | Menkauhór | Menkauhór         |          |
| 32            | Dzsedkaré | Dzsedkaré Iszeszi |          |
| 33            | Unisz     | Unisz             |          |

### VI. dinasztia
| 34–39. kártus | #                 | Uralkodói név   | Mai név  |
| ------------- | ----------------- | --------------- | -------- |
|               | 34                | II. Teti        | II. Teti |
| 35            | Uszerkaré         | Uszerkaré       |          |
| 36            | Meriré            | I. Pepi         |          |
| 37            | Merenré           | I. Nemtiemszaf  |          |
| 38            | Noferkaré         | II. Pepi        |          |
| 39            | Merenré Szaemszaf | II. Nemtiemszaf |          |

### VIII. dinasztia
| 40–47. kártus | #               | Uralkodói név   | Mai név    |
| ------------- | --------------- | --------------- | ---------- |
|               | 40              | Netjerkaré      | Netjerkaré |
| 41            | Menkaré         | Menkaré         |            |
| 42            | II. Noferkaré   | II. Noferkaré   |            |
| 43            | Noferkaré Nebi  | Noferkaré Nebi  |            |
| 44            | Dzsedkaré Semai | Dzsedkaré Semai |            |
| 45            | Noferkaré Hendu | Noferkaré Hendu |            |
| 46            | Merenhór        | Merenhór        |            |
| 47            | Szenoferka      | Noferkamin      |            |

| 48–56. kártus | #                    | Uralkodói név        | Mai név |
| ------------- | -------------------- | -------------------- | ------- |
|               | 48                   | Nikaré               | Nikaré  |
| 49            | Noferkaré Tereru     | Noferkaré Tereru     |         |
| 50            | Noferkahór           | Noferkahór           |         |
| 51            | Noferkaré Pepiszeneb | Noferkaré Pepiszeneb |         |
| 52            | Szenoferka Anu       | Noferkamin Anu       |         |
| 53            | Kakauré              | Kakauré              |         |
| 54            | Noferkauré           | Noferkauré           |         |
| 55            | Noferkauhór          | Noferkauhór          |         |
| 56            | II. Noferirkaré      | II. Noferirkaré      |         |

### XI–XII. dinasztia
| 57–61. kártus | #            | Uralkodói név   | Mai név        |
| ------------- | ------------ | --------------- | -------------- |
|               | 57           | Nebhepetré      | II. Montuhotep |
| 58            | Szanhkaré    | III. Montuhotep |                |
| 59            | Szehotepibré | I. Amenemhat    |                |
| 60            | Heperkaré    | I. Szenuszert   |                |
| 61            | Nubkauré     | II. Amenemhat   |                |

| 62–65. kártus | #         | Uralkodói név   | Mai név        |
| ------------- | --------- | --------------- | -------------- |
|               | 62        | Haheperré       | II. Szenuszert |
| 63            | Hakauré   | III. Szenuszert |                |
| 64            | Nimaatré  | III. Amenemhat  |                |
| 65            | Maaheruré | IV. Amenemhat   |                |

### XVIII. dinasztia
| 66–74. kártus | #                           | Uralkodói név  | Mai név    |
| ------------- | --------------------------- | -------------- | ---------- |
|               | 66                          | Nebpehtiré     | I. Jahmesz |
| 67            | Dzseszerkaré                | I. Amenhotep   |            |
| 68            | Aaheperkaré                 | I. Thotmesz    |            |
| 69            | Aaheperenré                 | II. Thotmesz   |            |
| 70            | Menheperré                  | III. Thotmesz  |            |
| 71            | Aaheperuré                  | II. Amenhotep  |            |
| 72            | Menheperuré                 | IV. Thotmesz   |            |
| 73            | Nebmaatré                   | III. Amenhotep |            |
| 74            | Dzseszerheperuré Szetepenré | Horemheb       |            |

### XIX. dinasztia
| 75–76. kártus | #         | Uralkodói név | Mai név     |
| ------------- | --------- | ------------- | ----------- |
|               | 75        | Menpehtiré    | I. Ramszesz |
| 76            | Menmaatré | I. Széthi     |             |